# اروماکی
اروماکی (انگلیسی: Aermacchi) شرکت فناوری هوافضای ایتالیایی است، که در سال ۱۹۱۲ توسط جولیو ماکی تأسیس شد و هم‌اکنون زیرمجموعه‌ای از شرکت لئوناردو اس.پی.ای. می‌باشد.